# Gösta ”Chicken” Törnblad
Karl Gustav Valdemar Törnblad, känd som Gösta ”Chicken” Törnblad, född 19 december 1905 i Katarina församling i Stockholm, död 27 oktober 1984 i Högalids församling i Stockholm, var en svensk trumpetare. 
"Chicken" Törnblad växte upp i en musikalisk familj med politiska vänstersympatier och spelade redan som barn på bland annat Folkets hus. Så småningom kom han med i ett band lett av dragspelaren Nisse Lind. "Chicken" började nu utveckla en förkärlek för den nya musikformen jazz och kom att bli en av de främsta tidiga svenska jazzimprovisatörerna. Han spelade i slutet av 1920-talet hos Helge Lindberg och senare hos Gösta Jonsson innan han fick fast anställning vid Sveriges Radio.

## Filmografi roller
- 1935 – Munkbrogreven
- 1953 – Resan till dej